# Contrarrevolução otomana de 1909

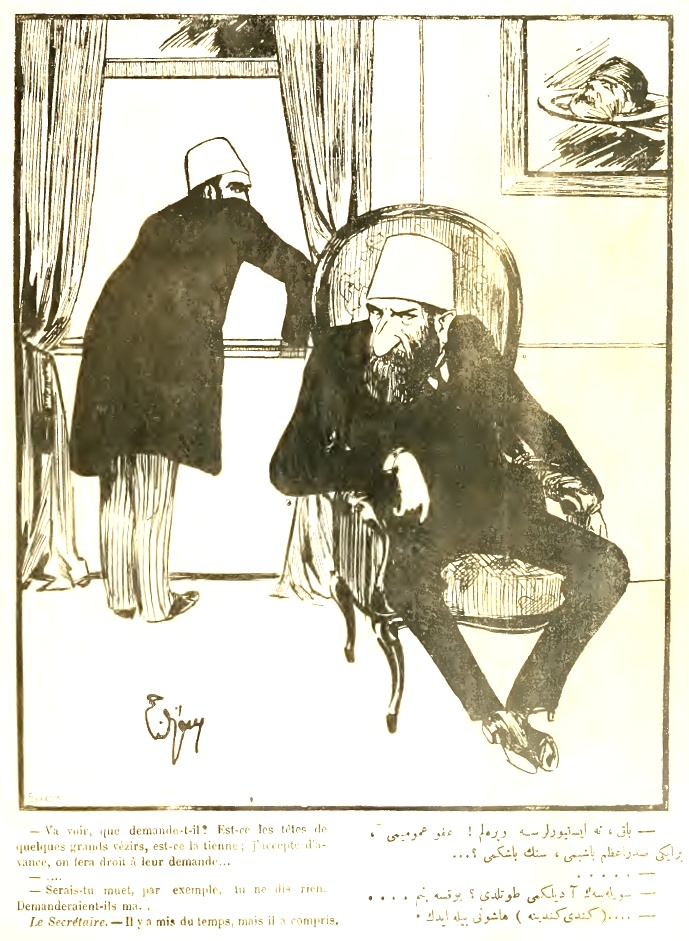
Charge retratando o sultão otomano Abdul Hamid II conversando com seu secretário pouco antes de sua queda do trono em 1909.

Contrarrevolução otomana de 1909 (13 de abril de 1909) foi uma crise política dentro do Império Otomano em abril de 1909, durante a Segunda Era Constitucional. Ocorrendo logo após a Revolução dos Jovens Turcos de 1908, na qual o Comitê de União e Progresso (CUP) restaurou com sucesso a Constituição e acabou com o governo absoluto do sultão Abdul Hamid II, às vezes é referido como uma tentativa de contragolpe ou contrarrevolução. Consistiu em uma revolta geral contra a CUP em Istambul, em grande parte liderada por grupos reacionários, particularmente islâmicos que se opunham à influência secularizante da CUP e partidários do absolutismo, embora os oponentes liberais da CUP dentro do Partido da Liberdade Otomano também desempenhassem um papel importante. papel menor. A crise terminou após onze dias, quando as tropas leais à CUP restauraram a ordem em Istambul.
A crise começou com um motim entre as tropas macedônias de elite da guarnição de Istambul na noite de 12 a 13 de abril [OS 30 a 31 de março] de 1909, provocada pela agitação de fundamentalistas muçulmanos, baixa moral e má administração oficial. A agitação rapidamente saiu do controle quando estudantes religiosos e outros elementos da guarnição da cidade se juntaram à insurreição, convergindo para a Praça Ayasofya para exigir o restabelecimento da Sharia. O governo do Grão-Vizir Hüseyin Hilmi Pasha, alinhado à CUP, respondeu inutilmente e, na tarde de 13 de abril, sua autoridade na capital entrou em colapso. O sultão aceitou a renúncia de Hilmi Pasha e nomeou um novo gabinete livre da influência da CUP sob Ahmet Tevfik Pasha. A maioria dos membros da CUP fugiu da cidade para sua base de poder em Salônica (atual Tessalônica), enquanto Mehmed Talaat escapou com 100 deputados para San Stefano (Yeşilköy), onde eles proclamaram o novo ministério ilegal e tentaram reunir secularistas e minorias em apoio a sua causa. Por um breve período, as duas autoridades rivais em Istambul e Aya Stehano alegaram representar o governo legítimo. Esses eventos desencadearam o massacre de Adana, uma série de um mês de pogroms anti-armênios organizados por autoridades locais e clérigos islâmicos em que 20 000 a 25 000 armênios, gregos e Assírios foram mortos.
A revolta foi suprimida e o antigo governo restaurado quando elementos do Exército Otomano simpatizantes da CUP formaram uma força militar improvisada conhecida como Exército de Ação (Hareket Ordusu), que entrou em Istambul em 24 de abril após negociações fracassadas. Em 27 de abril, Abdul Hamid II, acusado pela CUP de cumplicidade na revolta, foi deposto pela Assembleia Nacional e seu irmão, Mehmed V, feito sultão. Mahmud Shevket Pasha, o general militar que organizou e liderou o Exército de Ação, tornou-se a figura mais influente no sistema constitucional restaurado até seu assassinato em 1913.
 

A natureza precisa dos eventos é incerta; Diferentes interpretações têm sido oferecidas pelos historiadores, variando de uma revolta espontânea de descontentes a uma contra-revolução secretamente planejada e coordenada contra o CUP. A maioria dos estudos modernos desconsidera as alegações de que o sultão estava ativamente envolvido na trama do levante, enfatizando a má gestão das tropas da CUP na construção do motim e o papel dos grupos religiosos conservadores. A crise foi um importante momento inicial no processo de desintegração do império, estabelecendo um padrão de instabilidade política que continuou com golpes militares em 1912 e 1913. A perda temporária de poder levou à radicalização dentro da CUP, resultando em uma crescente disposição entre os sindicalistas de utilizar a violência. Alguns estudiosos argumentaram que a deterioração das relações étnicas e a erosão das instituições públicas durante 1908-1909 precipitou o genocídio armênio.